# International TerraStar
International TerraStar — грузовик средней грузоподъемности (класса 4 и 5), который производился компанией International Trucks с 2010 по 2015 год. Хотя TerraStar никогда официально не назначался компанией в качестве замены International CityStar LCF COE 2006—2009 годов, он имеет аналогичные размеры и полную массу.